# Höhere Lehranstalt (Deutsches Reich)
Als höhere Lehranstalten wurden im Deutschen Reich, insbesondere in Preußen, nach der Wehrordnung (§ 90, Tit. 1 vom 28. September 1875) mehrere Arten von Lehranstalten bezeichnet, die höhere Bildung anboten. Aufgrund der Verknüpfung mit dem einjährigen Militärdienst, fielen zunächst die höheren Mädchenschulen und Lehrerseminare nicht darunter.

## Begriffsdefinition
Unter höheren Lehranstalten verstand die preußische Schulverwaltung:
1) die Gymnasien,

2) die diesen allmählich als ranggleich an die Seite getretenen vollständigen Realanstalten mit oder neuerdings auch ohne Latein und

3) die zu beiden gehörigen unvollständigen Anstalten; wesentlich dieselben Schulanstalten also, die in Österreich und Süddeutschland wegen ihrer Mittelstellung zwischen Volks- und Hochschulen Mittelschulen heißen.

Aus Preußen ist die Bezeichnung h. L. seit 1870 in die amtliche Sprache des Deutschen Reiches übergegangen. Für Begriff und Einteilung der höhern Lehranstalten ist hier maßgebend die in Gemäßheit des § 90, Tit. 1 der Wehrordnung vom 28. Sept. 1875 (neue Redaktion vom 22. Nov. 1888) in verschiedenen Abstufungen eingeräumte Berechtigung hinsichtlich des einjährig-freiwilligen Dienstes.
Nach der Wehrordnung gab es drei Arten von höhern Lehranstalten:

A. solche, die gültige Zeugnisse über die wissenschaftliche Befähigung für den einjährigfreiwilligen Militärdienst auf Grund des einjährigen erfolgreichen Besuchs der zweiten (zweijährigen) Klasse (von oben gerechnet) ausstellen dürfen;

B. solche, bei denen der erfolgreiche einjährige Besuch der ersten (zweijährigen) Klasse zur Erlangung dieses Zeugnisses erforderlich ist;

C. solche, bei denen ein Zeugnis nur auf Grund der wohlbestandenen Entlassungsprüfung gewährt wird.
Außerdem war einer Anzahl von Privatschulen das Recht, aufgrund wohlbestandener Entlassungsprüfung die wissenschaftliche Befähigung für den einjährigen Dienst zu bescheinigen, widerruflich eingeräumt. Überall war dabei vorausgesetzt, dass die Entlassungs- oder Reifeprüfung unter Leitung eines staatlichen Kommissars stattfand. Da das Zeugnis für den einjährigen Dienst nur nach sechsjährigem Besuch einer höheren Lehranstalt, d. h. sechs Jahre nach Beginn des fremdsprachlichen Unterrichts (9. Lebensjahr), erteilt werden sollte, folgte, dass die Anstalten

bei A. neunjährigen,

die bei B. siebenjährigen,

die bei C. (der Regel nach) sechsjährigen Lehrgang haben müssen.

Demnach unterschied das amtliche Gesamtverzeichnis derjenigen Lehranstalten, die gemäß § 90 der Wehrordnung zur Ausstellung von Zeugnissen über die Befähigung für den einjährig-freiwilligen Militärdienst berechtigt waren (erschien jährlich im Zentralblatt für das Deutsche Reich [ZBI]), folgende einzelne Gruppen:

A a. Gymnasien;

A b. Realgymnasien;

A c. Oberrealschulen.

B a. Progymnasien (siebenjährige);

B b. Realprogymnasien (siebenjährige);

B c. Realschulen (siebenjährige).

C a. Progymnasien (sechsjährige);

C b. Realprogymnasien (sechsjährige);

C c. Realschulen (sechsjährige).

Dazu kamen ab 1900:

C d. öffentliche Schullehrerseminare und

C e. andre öffentliche Lehranstalten (Landwirtschafts-, Handels-, Industrieschulen) sowie die anerkannten Privatlehranstalten und dann auch einige deutsche Lehranstalten im Ausland (nach dem Gesamtverzeichnis 1904: Brüssel, Konstantinopel, Antwerpen, Bukarest und Mailand).
Im Jahr 1894, wo die Lehrerseminare noch nicht als berechtigt im Sinne von § 90 der Wehrordnung anerkannt waren, gab es 1019 berechtigte Anstalten; 1904 ohne die (205) Seminare 1212, also 193 mehr. Dieses Mehr traf besonders auf Realschulen (höhere Bürgerschulen) mit 158 (119,89 Proz.) und Oberrealschulen mit 36 (116,18 Proz.) zu. Die Gymnasien nahmen um 44 (10,16 Proz.) zu, die Realgymnasien um 6 (4,58 Proz.) ab.
Bei der Ausstellung der amtlich maßgebenden Verzeichnisse war der Reichskanzler von der Reichsschulkommission beraten. Eine erhebliche Neuerung im deutschen höhern Schulwesen bedeutet das Auftreten der sogen. Reformlehrpläne nach dem Altonaer und nach dem Frankfurter System, von denen jenes Realschule (Oberrealschule) und Realgymnasium, dieses Gymnasium, Realgymnasium und Oberrealschule in engere Verbindung brachte durch einen gemeinsamen oder doch gleichartigen Unterbau von drei Jahresklassen, in denen der fremdsprachliche Unterricht mit der an allen beteiligten Anstalten betriebenen Sprache (Französisch, einzeln auch Englisch) begann (vgl. Reformschulen).

## Reformen
Im Jahr 1884 gab es in Deutschland 878 Lehranstalten, die zur Ausstellung der Qualifikationszeugnisse zum einjährig-freiwilligen Militärdienst berechtigt waren. Diese Zahl wuchs stetig an. Dass ein Schwerpunkt der Ausbildung in den Lehranstalten auf der militärischen Qualifizierung lag, zeigt sich in der Kabinettsorder vom 13. Februar 1890. Hier beklagte Kaiser Wilhelm, dass die Ansprüche an die schulischen Leistungen zu stark im Vordergrund stünden und verlangte eine Anpassung der Lehrpläne:

„Zweck und Ziel aller, namentlich aber der militärischen Erziehung, ist die auf gleichmäßigem Zusammenwirken der körperlichen, wissenschaftlichen und religiös-sittlichen Schulung und Zucht beruhende Bildung des Charakters. […] Der wissenschaftliche Lehrplan des Kadettenkorps stellt […] gegenwärtig zu weitgehende Anforderungen an eine große Zahl von Zöglingen. Die Lehraufgabe muß […] vereinfacht werden, so daß auch minder beanlagte Schüler […] den gesamten Lehrgang in der vorgeschriebenen Zeit zurücklegen können.“

Bereits am 1. Mai 1889 erließ Kaiser Wilhelm eine Kabinettsorder (Erlass Kaiser Wilhelms II. zur Reform des Schulunterrichts als Mittel zum Kampf gegen den Sozialismus). Dabei erschienen ihm die Kommunisten und Sozialisten als gefährliche Staatsfeinde, so dass den Schülern vermittelt werden sollte, wie „verderblich“ deren Lehren wären. Im Jahr 1889 hatte auch der Forschungsreisende Paul Güßfeldt in der Deutschen Rundschau einen Bericht zur Frage des höheren Unterrichtswesens veröffentlicht und dabei Reformvorschläge unterbreitet. Seine Gedanken über die Erziehung der Deutschen Jugend erschienen 1890 auch separat gedruckt.
Gegen die Vorschläge Güßfeldts und andrer Reformer wandten sich 69 Professoren und Dozenten der Universität Halle mit einem Schreiben an den preußischen Kultusminister. Sie legten darin ihre Sichtweise dar. Sie kritisierten, dass die Bildung auf den Gymnasien für die höheren Studien der mathematischen, naturwissenschaftlichen und technischen Bereiche nicht ausreichten.

## Schulkonferenzen
Vom 4. bis 17. Dezember 1890 fand in Berlin eine Schulkonferenz statt, die sich mit den Reformvorschlägen und der Zukunft der Gymnasien beschäftigte.
Anschließend wurde ein Ausschuss gebildet, der aus Mitgliedern der Konferenz bestand. Diese sollten gemeinsam neue Lehrpläne und Prüfungsordnungen für die höheren Lehranstalten Preußens festlegen. Unterstützt wurde das Gremium durch das preußische Kultusministerium. Im Sommer 1891 war die Neuordnung abgeschlossen. Im Januar 1892 erschienen sie auch gedruckt als Lehrpläne und Lehraufgaben für die höheren Schulen nebst Erläuterungen und Ausführungsbestimmungen und Ordnung der Reifeprüfungen an den höheren Schulen und Ordnung der Abschlußprüfungen nach dem sechsten Jahrgänge der neunstufigen höheren Schulen nebst Erläuterungen und Ausführungsbestimmungen im Handel.
Die zweite Schulkonferenz fand vom 4. bis 8. Juni 1900 wiederum in Berlin statt. Es gab weiteren Reformbedarf, so dass im Jahr 1906 die Preußische Mädchenschulkonferenz abgehalten wurde, die zu grundlegenden Veränderungen im Schulsystem führte, da es nun auch für Frauen möglich wurde zu studieren.
Diese Veränderungen führten schließlich zur Entstehung des dreigliedrigen Schulsystems.

## Ähnliche Lehranstalten (Auswahl)
- Bergakademien zur Vorbildung für höhere Berg- und Hüttenbeamte
- Collegium Carolinum, beispielsweise in Braunschweig oder Kassel
- Höhere Bürgerschulen, zur Vorbereitung auf kaufmännische und handwerkliche Tätigkeiten
- Landwirtschaftliche Lehranstalten[11]
- Mädchenschulen und Höhere Mädchenschulen,[12] als separate Bildungseinrichtung für Mädchen
- Konservatorien zur musikalischen Erziehung
- Ritterakademien zur militärischen und wissenschaftlichen Ausbildung junger Edelleute und Vorbereitung auf den Besuch der Universität wissenschaftlich